# Jules Ottenstadion
Das Jules Ottenstadion war ein Fußballstadion in der belgischen Stadt Gent, Provinz Ostflandern. Das Stadion wurde am 22. August 1920 vom späteren König Prinz Leopold III. von Belgien eröffnet. Benannt war es nach Jules Otten, einer der Gründer des KAA Gent und bot zuletzt 12.919 Plätze. Es lag mitten in einem Wohngebiet an der Bruiloft-Straße im Stadtteil Gentbrugge. Um die Arena war eine Tennisanlage mit mehreren Plätzen und zwei Feldhockeyplätzen angelegt.  
Seit der Saison 2013/14 spielt der KAA Gent in der neugebauten Planet Group Arena mit 20.000 Plätzen. Am 23. Mai 2013 trugen die Buffalos ihre letzte Partie in der alten Heimstätte aus. Danach wurde das Ottenstadion abgerissen, um Platz für ein Wohngebiet zu machen.